# Raymond James Tower
Raymond James Tower es un rascacielos de 21 pisos y es el segundo edificio más alto de Memphis, Tennessee . El edificio está ubicado en la esquina de las calles North Front y South Main y la avenida Jefferson. Tiene 123 m de altura, incluidos un chapitel de 19 m, y cuenta con 31 092 m² de espacio para oficinas. 
Actualmente es propiedad de Parkway Properties, con sede en Orlando, Florida, propietaria del edificio desde 1997. La compañía alguna vez fue dueña de otros seis edificios en Memphis, pero desde entonces los vendió. A julio de 2008, el edificio se encontraba ocupado al 100%.

## Estructura
El edificio está revestido de granito pulido y cortado con llama rojo carmen, y está rematado con una aguja de 61 pies, que es una característica distintiva del horizonte de Memphis.
En un guiño al pasado, los cuatro grifos de piedra gigantes, una criatura mitológica con cuerpo de león y alas y cabeza de águila, que adornaban el antiguo Hotel King Cotton se exhiben en el atrio de la Torre Raymond James.

## Historia
El sitio fue ocupado anteriormente por el Hotel King Cotton, un hotel de gran altura de 12 pisos construido en 1927. La demolición del edificio fue realizada por Memphis Wrecking Company y Controlled Demolition, Inc. en abril de 1984.
El edificio fue desarrollado por Lowery Companies, LLC., y fue diseñado por 3D/International de Houston .
Fue la residencia de Raymond James y su oficina, anteriormente conocida como Morgan Keegan & Company. Raymond James era en aquel entonces el inquilino principal. A partir de febrero de 2021, Raymond James se mudó a dos ubicaciones en East Memphis. Otros inquilinos del inmueble son la KPMG y varios bufetes de abogados locales.